# Humble (władca Danii)
Humble – legendarny władca Danii według Gesta Danorum Saxo Gramatyka. Syn Dana I. Po śmierci ojca wybrany na króla przez ting. Jego wyboru nie uznał brat Loter, który rozpoczął przeciwko niemu wojnę, która zakończyła się klęską Humblego i jego wzięciem do niewoli. W zamian za darowanie życia został zmuszony do zrzeczenia się władzy królewskiej.